# Дамир Микец
Дамир Микец (Сплит, 31. март 1984) српски је репрезентативац у стрељаштву. Његова специјалност је гађање спортским и ваздушним пиштољем.

## Спортска биографија
У гађању ваздушним пиштољем на Европском првенству 2015. освојио је сребрну медаљу, а исти успех остварио је и на Европским првенствима ваздушним оружјем 2017. и 2019. године У гађању малокалибарским пиштољем освојио је сребро на Европском првенству 2017, као и сребро на Светском шампионату 2018. У каријери је освојио више од десет медаља на Светском купу. 
Учествовао је четири пута на Летњим олимпијским играма. У олимпијском дебију, у Пекингу 2008. у дисциплини МК пиштољ 50 метара заузео је 7. место у финалу, док је у дисциплини ваздушни пиштољ 10 метара освојио 13. место. Такмичио се и у Лондону 2012. и Рио де Жанеиру 2016.
Освојио је сребрну медаљу за Србију на Олимпијским играма 2020. у Токију, у дисциплини ваздушни пиштољ.
На Летњим олимпијским играма 2024. године у Паризу, заједно са Зораном Аруновић, освојио је златну медаљу у дисциплини ваздушни пиштољ.

## Приватни живот
Супругу Мелису Перез Карбајо је упознао 2005. године, за време светског такмичења у стрељаштву у Џорџији, САД. Венчали су се 2009. године и живели у Београду, где су добили сина и ћерку. Развели су се 2024. године.

## Награде

### Друге награде
- 2022: Награда Браћа Карић